# Stipa arida
Stipa arida är en gräsart som beskrevs av Marcus Eugene Jones. Stipa arida ingår i släktet fjädergrässläktet, och familjen gräs. Inga underarter finns listade i Catalogue of Life.